# Ruricio de Limoges
Ruricio de Limoges en latín Ruricius (c.440-Limoges, 507) fue un epistológrafo galorromano y obispo de la diócesis de Limoges

## Biografía
Apenas hay datos sobre su biografía y pocos acontecimientos de su vida pueden datarse con precisión. Junto a Sidonio Apolinar, Avito de Vienne y Enodio de Pavía es uno de los cuatro escritores galorromanos entre los siglos V y VI de los que se conservan un conjunto apreciable de textos. Todos ellos estaban emparentados con la clase aristocrática galorromana y constituían el núcleo de gran parte de la clase dirigente eclesiástica. Nació en torno al 440 en el seno de una familia galorromana de estatus senatorial de grandes terratenientes latifundistas al sur de Limoges. Se casó con Hiberia, hija del senador Omacio, procedente de una familia rica y patricia, tuvieron cinco hijos: Ommacio, Eparquio, Constancio, Leoncio y Aureliano y una o más hijas cuyo nombre se desconoce. Omacio y Eparquio entraron probablemente en el clero. Su esposa participó en su conversión a la vida religiosa y fue consagrado obispo de Limoges alrededor del año 485(en su época los clérigos aún podían casarse), el acceso a un cargo eclesiástico permitía a los aristócratas galorromanos no solo conservar cierta ascendencia y poder en la comunidad local sino también otorgaba cierta seguridad personal frente a los nuevos dominadores bárbaros. Además, Ruricio llegó a ser bisabuelo, lo que sugiere que debió vivir al menos hasta los 65 o 70 años. Su nieto, Ruricio II, fue también obispo de Limoges.

## Escritos
La colección de 83 cartas de Ruricio, de las cuales 12 están dirigidas a él, se conservan en un único manuscrito llamado Codex Sangallensis 190. Abarcan un periodo de unos 30 años y describen los acontecimientos en la Galia tras la retirada final de la autoridad imperial romana justo antes del 480. Las cartas permiten comprender cómo era la vida de la población galorromana alfabetizada bajo el dominio de los bárbaros. La correspondencia de Ruricio consiste únicamente en cartas personales. No se refieren a monarcas o grandes acontecimientos de Estado, proporcionan una visión inestimable de la vida privada y cotidiana en la Aquitania visigoda. El contenido y estilo de las cartas son muy heterogéneos: muchos de estos escritos eran totalmente banales, espontáneos e informales, cercanos al lenguaje vulgar. Con frecuencia muchos de sus interlocutores eran familiares y amigos, así como obispos vecinos o más lejanos. En otras epístolas se abordaban temas más profundos y sofisticados. Escritos refinados propios de la retórica clásica. Y se relacionaba con varias figuras de gran proyección en el mundo intelectual de la época.
Las cartas de Ruricio aportan información sobre las circunstancias subyacentes a la batalla de Vouillé, cerca de Poitiers, en el año 507; una batalla fundamental en la historia de las Galias, ya que en ella los francos derrotaron decisivamente a los visigodos.

## Contribución historiográfica
Según Ralph W. Mathisen, las cartas de Ruricio son de gran importancia para nuestra comprensión de la supervivencia de la literatura clásica y el desarrollo de la religión y la sociedad de Europa Occidental en la época tardorromana. Por contra D.R. Bradley considera que estas epístolas son intrascendentes, sin información histórica o teológica relevante.